# Iain Murray Johnstone
Iain Murray Johnstone (Melbourne, 1956) é um matemático australiano, professor de estatística da Universidade Stanford.
Foi palestrante convidado do Congresso Internacional de Matemáticos em Madrid (2006: High Dimensional Statistical Inference and Random Matrices).